# Дубница (Калесија)
Дубница је насељено мјесто у Босни и Херцеговини, у општини Калесија, које административно припада Федерацији Босне и Херцеговине. Према попису становништва из 2013. у насељу је живјело 788 становника.

## Географија
Насеље је подјељено на Горњу и Доњу Дубницу.

## Култура
У Дубници се налази Црква Светих праведних Јоакима и Ане, која је тешко страдала у оба посљедња рата.

## Становништво
Према подацима из 2005. у насеље се вратило 25 српских домаћинстава, док према подацима из јануара 2012. у насељу има само 6 српски повратничких домаћинстава. Према подацима из јануара 2012, на подручју Горње Дубнице нема српских повратника.
| Националност       | 1991. | 1981. | 1971. | 1961. |
| Срби               | 1.035 | 1.111 | 1.072 |       |
| Муслимани          | 196   | 173   | 173   |       |
| Југословени        | 3     | 16    |       |       |
| Хрвати             | 6     | 1     | 5     |       |
| Црногорци          |       |       | 1     |       |
| остали и непознато | 26    | 4     | 1     |       |
| Укупно             | 1.268 | 1.305 | 1.252 | '     |

| Демографија | Демографија | Демографија |
| Година      | Становника  | Становника  |
| ----------- | ----------- | ----------- |
| 1961.       | 1.208       |             |
| 1971.       | 1.252       |             |
| 1981.       | 1.305       |             |
| 1991.       | 1.268       |             |
| 2013.       | 788         |             |